# ملكة الثلج (فلم 2013)
ملكة الثلج (بالإنجليزية: Frozen) هو فلم رسوم متحركة حاسوبية موسيقي، ملحمي، وخيالي أمريكي صدر في 2013. من إنتاج استوديوهات والت ديزني للرسوم المتحركة وتوزيع أفلام والت ديزني. هو فلم الرسوم المتحركة 53 في سلسلة كلاسيكيات والت ديزني. ملكة الثلج هو أكثر فلم رسوم متحركة ربحاً في التاريخ.الفلم مستوحى عن القصة الخرافية ملكة الثلج للكتاب الدنماركي هانس كريستيان أندرسن، من أصوات كريستين بيل وجوش جاد وأدينا منزل وجوناثان غروف وسانتينو فونتانا. يروي الفلم قصة أميرة شجاعة تذهب في رحلة ملحمية برفقة تاجر ثلج وحيوان رنة ورجل ثلج للبحث عن أختها، والتي قامت بحبس المملكة في شتاء أبدي.
خضع الفلم للعديد من العلاجات في القصة لعدة سنوات، قبل أن يتم إعطاء الضوء الأخضر له في 2011. تتشارك جينيفر لي مع كريس بك في كتابة السيناريو والإخراج. تم تعيين كريستوف بيك ليؤلف المعزوفة الأوركسترالية للفلم، وكان قد عمل من قبل في فلم ديزني القصير بابرمان الحاصل على جوائز. بينما قام الفريق المؤلف من الزوجين روبرت لوبيز ووكريستين اندرسون لوبيز بكتابة وتلحين الأغاني.
عرض ملكة الثلج لأول مرة في مسرح الكابيتان يوم 19 نوفمبر 2013، وتم الإفراج عنه في دور السينما يوم 27 نوفمبر. وقد حصل الفلم حتى الآن على على أكثر من مليار دولار في جميع أنحاء العالم، 284 مليون دولار منها كانت في الولايات المتحدة وكندا؛ وقد لاقى إشادة من النقاد العالميين، واعتبره الكثير من النقاد أفضل فلم ديزني موسيقي منذ عصر النهضة في الاستوديو. فاز الفلم بجائزة الغولدن غلوب كأفضل فلم رسوم متحركة وجائزتي جمعية نقاد البث السينمائي كأفضل فلم رسوم متحركة وأفضل أغنية أصلية لـ ("أطلقي سرك")، وقد فاز الفلم بجائزة الأوسكار لافضل فلم رسوم متحركة وأفضل أغنية أصلية لـ ("أطلقي سرك") وفاز أيضا بجائزة الأكاديمية البريطانية للافلام جوائز الأكاديمية البريطانية للأفلام، وجائزة آني، وجائزة ستالايت.كما تبعه وراءه الفلم القصير الحمى المتجمدة الذي اصدر عام 2015.
وهنالك جزء ثاني منه بعنوان ملكة الثلج 2 (frozen 2 )

## القصة
إلسا أميرة آريندل، تمتلك القدرة على صنع الجليد والثلوج. في أحد الليالي أثناء اللعب، تصيب عن غير قصد أختها الصغرى آنا. حينها يطلب الملك والملكة المساعدة من الترول. الذين قاموا بشفاء آنا وإزالة ذكرياتها عن سحر أختها. يقرر الزوجين الملكيين حماية الأسرة داخل قلعتهم حتى تتعلم إلسا السيطرة على قواها. بسبب خوفها من إيذاء أختها مرة أخرى، تقضي إلسا معظم وقتها وحيدة في غرفتها، مما تسبب في شقاق بين الأختين في حين يكبران. عندما بلغت الفتاتين سن المراهقة، فقدتا والديهما في البحر أثناء عاصفة.
عندما تبلغ إلسا، تستعد المملكة لتتويجها. ومن بين الضيوف دوق وسلتون، تاجر يسعى لاستغلال آريندل من أجل الربح. تقوم آنا بإستكشاف وتلتقي الأمير هانز من الجزر الجنوبية، على الرغم من خوف إلسا، إلا أن تتويجها يمر دون وقوع حوادث. خلال الاستقبال، يطلب هانز يد آنا وهي تقبل بسرعة. لكن، إلسا ترفض منح مباركتها لهما وترفض زواجهما المفاجئ. تتجادل الأختان، تبلغ قدرة إلسا ذروتها وتظهر للجميع كأنها غير قادرة على السيطرة على انفعالاتها.
وهي مذعورة، تهرب إلسا من القصر، وتتسبب من غير قصد في فصل شتاء أبدي على المملكة. في أعالي الجبال بعيدة عن آريندل، تقوم بتحرير نفسها من الانضباط وتبني لنفسها قصرا جليديا منعزلا، عن غير دراية تقوم بصنع رجل الثلج أولاف الذي صنعته هي وآنا في طفولتهم. وفي الوقت نفسه، تخرج آنا بحثا عن أختها، عازمة على إعادتها إلى آريندل، ووضع حد لفصل الشتاء، واصلاح العلاقة بينهما. بعد حصولها على معدات الرحلة، تلتقي رجل الجبال كريستوف ورنته سفن. عندها تقوم بإقناعه لإرشادها للجبل الشمالي. في الطريق تصادف المجموعة أولاف، الذي يقودهم إلى مخبأ إلسا.
يلتم شمل آنا وإلسا، ولكن لا يزال خوف إلسا من إيذاء أختها. تصاب إلسا بالهيجان عندما تستمر آنا في إقناع أختها الكبرى في العودة، وتضرب عن غير قصد قلب آنا بقواها. وبعد ذلك تقوم بصنع مخلوق الثلج عملاق لطرد الأصدقاء من قلعتها. وفي أثناء هروبهم من الوحش، يلاحظ كريستوف أن شعر آنا يتحول إلى اللون الأبيض، فيطلب مساعدة من عائلته بالتبني المكونة من الترول، فيقول لهم قائد الترول أن قلب آنا قد تم تجميده، وإذا لم يتم إذابته بفعل «الحب الحقيقي»، سوف تصبح متجمدة كليا إلى الأبد. معتقدا أن هانز الوحيد القادر على إنقاذ حياتها، يعيدها كريستوف مسرعا لآريندل.
وفي الوقت نفسه هانز الذي ذهب باحثا عن آنا يصادف قصر إلسا. في المعركة التي دارت ضد رجال الدوق، يغمى على إلسا وتسجن مرة أخرى في المملكة. هناك، يتوسل هانز إليها لإيقاف فصل الشتاء، ولكن إلسا تصارحه أنها لا تعرف كيف. عندما يلتم شمل آنا بهانز تقوم بالاستغانة منه لكسر اللعنة، هانز يرفض ويكشف عن نيته الحقيقية في الزواج منها وهي السيطرة على عرش آريندل، ويترك آنا لتموت، ويقوم باتهام إلسا بالخيانة وقتل أختها الصغرى.
تحطم إلسا الأصفاد وتهرب خارج القلعة ويسبب هذاعاصفة ثلجية على المضيق البحري. يجد أولاف آنا ويكتشف أن كريستوف هو من يستطيع مساعدتها. ينطلق الاثنين على المضيق البحري للعثور عليه. يواجه هانز إلسا ويخبرها بأن آنا ماتت بسببها. يستولي اليأس على إلسا، فتتوقف العاصفة فجأة، وهذا يمنح كريستوف وآنا الفرصة للوصول إلى بعضهما البعض. لكن آنا ترى أن هانز على وشك أن يقتل إلسا، فتقرر رمي نفسها بين الاثنين وبالتالي تتجمد تماما، وتعرقل ضربة هانز.
ينفطر قلب إلسا حزنا على أختها، يبدأ جليد آنا بالذوبان؛ لأن تضحيتها بنفسها لإنقاذ شقيقتها يمثل «الحب الحقيقي». إدراك الحب هو مفتاح السيطرة على قوة إلسا، فتستطيع إذابة الجليد في المملكة وحتى تساعد أولاف على البقاء حيا في فصل الصيف. يتم إرسال هانز إلى الجزر الجنوبية لمواجهة العقوبة على جرائمه ضد العائلة الملكية في آريندل، وتقوم إلسا بقطع التجارة عن وزلتون. تتصالح الأختين، ويعود كريستوف ليتزوج بآنا أخت إلسا الصغرى ويعيشون حياة سعيدة في المملكة

## أصوات
- كريستين بيل بدور آنا (المؤدي العربي: شروق صلاح[13])، أميرة آرنديل وشقيقة إلسا الصغرى.
- أدينا منزل بدور إلسا (المؤدي العربي: نسمة محجوب[14])، ملكة الثلج وشقيقة آنا الكبرى.
  - إلهام صبري بدور إلسا الصغيرة
- جوناثان غروف بدور كريستوف (المؤدي العربي: علاء خالد[15])، بائع ثلج، يملك رنة يدعى سفِن
- جوش غاد بدور أولاف (المؤدي العربي:هشام الجندي[16])، رجل ثلج مرح يحلم بالعيش في الصيف
- سانتينو فونتانا بدور هانس (المؤدي العربي:مصطفى رشاد[17])، أمير من البلاد المجاورة.
- ألن توديك بدور الدوق وسلتون (المؤدي العربي: عادل خلف)
- سياران هيندز بدور جدي بابا (المؤدي العربي:طارق إسماعيل[18])، ملك الأقزام.
- كريس وليامز بدور أوكن (المؤدي العربي:محمد الشرشابي[19])، صاحب مركز البلوط الجوال للتجارة وساونا.
- موريس لامارش بدور ملك آريندل (المؤدي العربي:هاني عبدالحي[20])، والد إلسا وآنا.

## النسخة العربية
في 7 ديسمبر 2013، تم الإفصاح عن معلومات النسخة العربية للفلم. تؤدي شروق صلاح دور الأميرة آنا، وقد استغرق اختيار الصوت الكثير من الوقت. حيث كانت المُغنية كارمن سليمان من بين المترشحين لنيل الدور. قامت شروق بأداء صوت ميلودي من فلم ديزني حورية البحر 2: العودة إلى المحيط، وتقوم حاليا بأداء الصوت الغنائي لشخصية صوفيا في مسلسل قناة ديزني صوفيا الأولى. تغني شروق منذ طفولتها حيث أنها قامت بدراسة أصول الغناء في المعهد العالي للموسيقى. وقد شاركت شروق في برنامج أرابز غوت تالنت الموسم الثاني لكن لم يتم قبولها. 

تقوم بأداء دور إلسا المُغنية نسمة محجوب، الحائزة على لقب ستار أكاديمي بموسمة الثامن، وتعتبر هذه أول تجربة لنسمة في الدبلجة. درست نسمة في المدرسة الألمانية وتخرجت من الجامعة الأمريكية في القاهرة حيث تخصصت في الموسيقى والمسرح.

باقي المؤدين يتمثلون في: علاء خالد في دور كريستوف، وقد قام علاء بتأدية دور يوجين من فلم رابونزل. مصطفى رشاد في دور هانز., والمغني الأوبيرالي هشام الجندي، في دور رجل الثلج محب الأحضان أولاف، والذي قد في مجال التعريب الصوتي العديد من الأصوات المختلفة تضمنت أدائه في دوري لافلورن من فلم ديزني رابونزل ومينيون من فلم ميجامايند.بالإضافة لكون مؤدية دور إلسا الصغير لمى صبري، هي نفس مؤدية إيزابيل من مسلسل إلينا من آفالور، دوري المراهقة من فلم بيكسار البحث عن دوري، آمبر من مسلسل صوفيا الأولى، وموانا من فلم ديزني الكلاسيكي موانا.
تم إخراج الفلم حواريًا على يد المخرجة أسماء سمير، والتي قد تولت سبقًا مهمة إخراج عدة أفلام مختلفة تضمنت فلم دريم ووركس كيف تروض تنينك وفلم ميجامايند وفلم الوحوش ضد الكائنات الفضائية، ومن أفلام ديزني حكاية لعبة 3، ملكة الثلج، كابوس قبل ليلة الميلاد ومسلسل جايك وقراصنة أرض الأحلام وغيرهم. ويقوم بترجمة كل من الحوار والأغاني المترجم والشاعر ومعد النص الأستاذ عمرو حسني والذي عمل على عدة أفلام سبقًا تضمنت الأغاني الأصلية لفلم الرسوم المتحركة المصري الفارس والأميرة، النص العربي لفلم حياة حشرة، حياة الامبراطور الجديدة، شركة المرعبين المحدودة، البحث عن نيمو، البحث عن دوري، دريم ووركس:ترولز، كابوس قبل ليلة عيد الميلاد، حكاية لعبة 3، رابونزل، وأشعار نسخة تلفزيون جيم من كل من مغامرات بندق، المغامرة النمورية وغيرهم. صدر الفلم بشكل رسمي باللغة العربية لأول مرة في بدايات عام 2014, وعرض باللغة العربية على تلفزيون جيم في 30 مارس 2016.
النسخة العربية من إنتاج ديزني كاراكتر فويسيس انترناشونال، بإشراف إبداعي وفني لفرجيني كورجيني وبوعلام الأمين، تمت أعمال المزج الصوتي في ستوديوهات شبيرتون العالمية،

و تمت أعمال التعريب الصوتي في ستوديو مصرية ميديا، مصر.

### الأداء الصوتي
- شروق الشريف - آنا
- نسمة محجوب - إلسا
- علاء خالد - كريستوف
- هشام الجندي - أولاف
- مصطفى رشاد - هانس
- عادل خلف - دوق
- محمد الشرشابي - جدي بابا
- طارق أسماعيل - أوكن
- إلهامي أمين - كاي
- هاني عبد الحي - ملك
- لمى صبري - إلسا الصغيرة
- خلود عمر - آنا الصغيرة
- أسماء سمير
- حلا صبري
- ديما حسام
- دينا البراء
- رشا مجدي
- ريهام مجدي
- رضوان صوان
- علي محمد
- عمرو علوش
- شهاب محمود
- محمد حسن
- محمود حمودة
- مروة فرج
- مصطفى سمير

#### الأغاني العربية
يتمتع فلم ملكة الثلج بمجموعة من الأغاني، كون الفلم فلمًا غنائيًا
تم تعريب جميع الأغاني صوتيًا فالنسخة العربية بأستثناء نسخة أطلقي سرك الخاصة بشارة النهاية.
تم إخراج جميع الأغاني على يد المخرجة الموسيقية جيهان الناصر، والتي لا طالما عملت في مجال الإخراج الموسيقى والأداء وأخرجت سبقًا فلم بوكاهونتاس غنائيًا، فلم رابونزل، ملكة الثلج، تنة ورنة، أحدب نوتردام، حكاية لعبة، حكاية لعبة 2، حكاية لعبة 3، ويني الدبدوب، أسطورة طرزان، البحث عن دوري، أحدب نوتردام 2، أسطورة ميريدا، الأسد الملك II: عهد سمبا، كما أدت الدور الغنائي لكل من إزميرالدا من فلم أحدب نوتردام (فلم 1996) وميجارا من فلم هرقل، الدور الحواري والغنائي لكوكبة من الفرسان الثلاثة، مذر جوثل من فلم رابونزل، الغناء المنفرد من سلسلة تنة ورنة، الغناء المنفرد من نسخة تلفزيون جيم لفلم أسطورة ميريدا، الصوت الحواري لكالوهون من فلم رالف المدمر، مذيعة الراديو من فلم مئة مرقش ومرقش، والدة دامبو من فلم دامبو، والدة حازوقة من ثاني أجزاء كيف تروض تنينك ورابونزل من شريك الثالث.
- قلب الجليد - إلهامي أمين، زياد الشريف، عزت غانم، هشام الجندي
- تريدين رجل جليد؟ - لمى صبري، خلود عمر، شروق الشريف، نسمة محجوب
- لأول يوم بعمري - شروق الشريف، نسمة محجوب
- الحب هو الدار - شروق الشريف، مصطفى رشاد
- أطلقي سركِ - نسمة محجوب
- الرنة أفضل من البشر - علاء خالد
- في الصيف - هشام الجندي
- الكل له مثالب - إلهامي أمين، زياد الشريف، عزت غانم، جيهان الناصر، نهى فكري، نهى قيس، هشام الجندي
- لأول يوم بعمري (إعادة) - شروق الشريف، نسمة محجوب

### معلومات إضافية
- مصطفى رشاد مؤدي دور الأمير هانز ونسمة محجوب مؤدية دور ألسا مرتبطان في الواقع.
- ترشحت عدة أسماء للقيام بدور أنا وتضمنت تلك الأسماء كارمن سليمان المطربة المصرية والفائزة بجائة أراب آيدول عام 2012, لكن رغم ذلك رفضت لفشلها في الدور الحواري.
- تم اختيار مصطفى رشاد لدور هانز أثناء قدومه للإستوديو لإخذ نسمة محجوب بعد إنهائها جلسة التسجيل، لتعرض عليه جيهان الناصر تقديم تجربة للشخصية عقب معرفتها السابقة بخبرته.
- يعتبر هذا أول دور قام به مصطفى رشاد، ليتبعه دوره في فلم موانا كشخصية تاماتوا.
- يعتبر هذا هو فلم ديزني الغنائي الكلاسيكي الوحيد باللغة العربية الفصحى ولا يتخلله عبارات مصرية بنسخته الرسمية.
- عرض الفلم تلفزيونيًأ باللغة العربية لأول مرة في 30 مارس 2016 على قناة تلفزيون ج. كسائر الأفلام المعروضة لديهم تم اقتصاص الكثير من المشاهد وخفض صوت الموسيقى لأقل درجة ممكنة.

## الإعداد

### الأصل

رسومات الورشة المخزنة من فلم ديزني المرسوم باليد ملكة الثلج.

في عام 1943، قام والت ديزني وصمويل غولدوين بالنظر في إمكانية التعاون لإنتاج فلم عن سيرة الكاتب والشاعر هانس كريستيان أندرسن، حيث يقوم أستوديو غولدوين بتصوير الجزء اللايف أكشن من حياة أندرسن ويهتم ديزني بالجزء الخاص بالرسوم المتحركة. حيث يشمل الجزء الخاص بالرسوم المتحركة قصص من أعمال أندرسن، مثل الحورية الصغيرة، بائعة الكبريت، ملكة الثلج، ثومبلينا، فرخ البط القبيح، الأحذية الحمراء، ملابس الإمبراطور الجديدة. واجه ديزني ورساميه صعوبة مع ملكة الثلج، بسبب عدم إيجادهم طريقة لتكييف وربط شخصية ملكة الثلج للجماهير الحديثة. بالعودة لفترة 1940، شهد قسم الرسوم المتحركة لديزني إمكانيات سينمائية كبيرة مع مصدر المواد، غير أن طابع شخصية ملكة الثلج بقي إشكالية. هذامن بين أمور أخرى، أدى إلى إلغاء مشروع ديزني وغولدوين. مضى غولدوين لإنتاج نسخته من الفلم اللايف أكشن في عام 1952، بعنوان هانس كريستيان أندرسن، بطولة داني كاي في دزر أندرسون، وإخراج تشارلز فيدور، كتابة موس هارت، وأغاني فرانك ليوسر. وتلقة الفلم ستة ترشيحات لجائزة الأوسكار. بالعدو لديزني، تم خزن ملكة الثلج وغيرها من قصص أندرسن (بما في ذلك الحورية الصغيرة).

### مجهودات أخرى
في أواخر 1990، بدأت أستوديوهات والت ديزني للرسوم المتحركة في تكييف ملكة الثلج بعد النجاح الهائل للأفلام في الآونة الأخيرة، ولكن تم إلغاء المشروع تماما في أواخر عام 2002، عندما قام غلين كين بإلغائه. وحتى قبل ذلك، قام هارفي فيير ستاين بطرح نسخته للقصة إلى المديرين التنفيذيين في ديزني، لكنه قوبل بالرفض. بذل ديك زونداغ وديف غوتز كل محاولاتهم لكنها فشلت.وقامت ديزني بتخزين المشروع من جديد. عرض مايكل آيزنر الرئيس التنفيذي ورئيس مجلس الإدارة لشركة والت ديزني دعمه لهذا المشروع واقترح أن يقوم به جون لاسيتر في أستوديوهات بيكسار للرسوم المتحركة عندما سيتم تجديد عقودهم مع الأستوديو.

### إنعاش
في 22 ديسمبر 2011، وفي أعقاب نجاح رابونزل، أعلنت ديزني عن عنوان فلمها الجديد Frozen (ملكة الثلج) وعن تاريخ الإصدار وهو 27 نوفمبر 2013. بعد شهر، تم تأكيد أن الفلم سيكون برسومات الحاسوب بتقنية ثلاثية الأبعاد بدل أن يكون رسوم مرسومة باليد. في 5 مارس 2012، أعلن أن الفلم من إخراج كريس باك، وإنتاج جون لاسيتر وبيتر ديل فيتشو.
بعد أن قررت ديزني العودة للعمل على ملكة الثلج، كان واحدا من التحديات الرئيسية التي واجهها باك وديل فيتشو هي شخصية ملكة الثلج، والتي كانت في النسخة السابقة من القصة شريرة. قام باك وديل فيتشو بتقديم لوحة القصة لجون لاسيتر حيث رُفِع فريق الإنتاج كاملا إلى مؤتمر لسماع أفكار لاسيتر حول هذا العمل القيد التنفيذ. قال المنتج الفني مايكل جايمو:«كان هذا تغيير في اللعبة...أتذكر قول جون أن النخسة الأخيرة لقصة ملكة الثلج من كريس باك وفريقه ممتعة، ومرحة جدًا، لكن لن يكون هناك صدى للشخصيات.فهي ليست متعددة الأوجه. ولهذا السبب رأى جون أن الجماهير لن تكون قادرة على التفاعل معها.» تناول فريق الإنتاج المشاكل التي يواجهها الفلم، وصياغة عدة أشكال مختلفة على قصة ملكة الثلج وحتى الشخصيات. في النهاية، قرارو إعادة كتابة بطل الفلم، والتي تكون آنا (التي تستند على شخصية غيردا من قصة ملكة الثلج)، وهي الأخت الصغرى لإلسا، لإقامة علاقة أسرية فعالة حيوية بين الشخصيتين.
الإعداد استهلك حوالي 150 مليون دولار أمريكي

## الإنتاج
تم الإعلان عن أن كريستين بيل ستقوم بأداء صوت آنا في 5 مارس 2012. اعترفت لي أنه تم اختيار بيل للدور بعد تأثرها بسماع تسجيلات صوتية لبيل تم تسجيلها وهي صغيرة، حيث تقوم الممثلة بتأدبة أغاني عدة من حورية البحر، بما في ذلك «برا في دنياك/Part of Your World». حملت بيل بعد انتهائها من جلسات التسجيل، بعد ذلك قامت بإعادة تسجيل بعض الأسطر من شخصيتها وهي حامل، وهذا جعل صوتها أعمق. عندما سئلت عن نهجها مع آنا، أجابت كريستين بيل، «أنا متحمسة جدا لأريها للناس، أصبحت جزءًا من فلم أردت مشاهدته وأنا صغيرة»، وقالت، «لطالما أحببت رسومات ديزني المتحركة، لكن في هذا الفلم هناك شيء عن الإناث والذي كان بالنسبة لي بعيد المنال. موقفهم كان جيد جدًا وكانوا فصيحين، وأنا أشعر أنني حقًا جعلت هذه الفناة أكثر غرابة وأكثر انفعالية وخرقاء. نا فخور حقا من ذلك».
تقوم إدينا منزل مخضرمة برودواي بأداء صوت إلسا، حازت هي وبيل على إعجاب المخرجين كثنائي. بين ديسمبر 2012 ويونيو عام 2013، تم الإعلان عن باقي المؤديين الصوتيين: منهم جوناثان غروف في دور كريستوف، ألن توديك في دور دوق وسلتون، سانتينو فونتانا في دور الأمير هانز، وجوش غاد في دور أولاف.
في 30 نوفمبر 2012، أعلن أن جنيفر لي، وهي واحدة من كتاب سيناريو رالف المدمر، انضمت لباك كمساعدة مخرج. في البداية تعاقد صناع الفلم مع لي باعتبارها كاتبة السيناريو، بعد عملها على رالف المدمر. قامت لي بدور كبير في عملية ما قبل تطوير الفلم، وعملت بشكل وثيق مع المخرج كريس بك وكتاب الأغاني وروبرت لوبيز وكريستين أندرسون لوبيز. عقب الإعلان، أصبحت جنيفر لي أول امرأة تقوم بالإخراج الكامل لفلم رسوم متحركة سينمائي من إنتاج استوديوهات والت ديزني للرسوم المتحركة.

### الرسوم المتحركة

مثال على الرسوم المتحركة في الفلم.

على غرارا رابونزل، استخدم في ملكة الثلج أسلوب فني فريد من نوعه عن طريق مزج خصائص كل من الصور منشأة بالحاسوب (CGI) والرسوم المتحركة التقليدية المرسومة باليد معا. قام رسامي الفلم بزيارة فندق الجليد في مدينة كيبك لدراسة إنعكاس الضوء وإنكساره على الثلج والجليد. لإعداد الفلم، استخدم الرسامين مناظر طبيعية من النرويج واستلهموا روح فصل الشتاء من وايومنغ.
بخصوص الشكل وطبيعة التصوير السينمائي للفلم، فقد تأثر المخرج الفني للفلم مايكل جايمو إلى حد كبير بعمل جاك كارديف في النرجسي الأسود.
أثناء الإنتاج، تم تغيير العنوان الإنكليزية للفلم من The Snow Queen (تعني: ملكة الثلج) إلى Frozen (تعني: متجمدة)، وقد تم مقارنة هذا القرار بفلم Tangled (تعني: متشابكة). أوضح بيتر ديل فيتشو قائلا: «جاء عنوان Frozen بشكل مستقل عن Tangled. وهذا بسبب أن العنوان يمثل الفلم بالنسبة لنا. فالتجمد يلعب على وتر الثلج والجليد والعلاقة المتجمدة، والقلب المتجمد الذي يجب إذابته. ونحن لا نفكر في مقارنات بين الفلمين، على أساس هذا». وذكر أيضا أن الفلم لا يزال يحتفظ بعنوانه الأصلي ملكة الثلج في بعض البلدان الأخرى ومنها العربية: «لمجرد أن له صدى أقوى في بعض البلدان من Frozen. ربما لأن هناك ثراء لملكة الثلج في تراث هذه البلاد وأرادوا الحرص عليه.»

مشهد من تجارب العاملين في الفلم على تأثيرات الثلوج

قام الأستوديو أيضا بتطوير العديد من الأدوات الجديدة لإنشاء لقطات واقعية وقابلة للتصديق، ولا سيما الثلوج الكثيفة والعميقة وتفاعلاتها مع الشخصيات. دعي الدكتور كينيث وهو أستاذ في معهد كاليفورنيا للتقنية لتقديم المحاضرات إلى فريق التأثيرات عن كيفية تشكل الثلج والجليد، ولماذا كل ندفة ثلج فريدة عن الأخرى. باستخدام هذه المعرفة، بالإضافة للرياضيات والفيزياء ومساعدة من الحواسيب، صنع فرق التأثيرات محاكي ثلوج ومولد ندف ثلوج أطلقوا عليه اسم ماترهورن الذي يسمح لهم بصنع 2,000 شكل من ندف الثلج الفريدة من نوعها للفلم، اعتمادا على مشرف المؤثرات دايل ماييدا. البرنامج أيضا قادرة على تصوير واقعي للثلوج في بيئة افتراضية، وبها المسؤولية عن العديد من تسلسل مفاتيح للفلم. هذا الأسلوب، أعطى الجمهور وهم أن الثلوج مجمعة معا في كتلة واحدة ثم تنكسر إلى قطع، بينما هي في الواقع عبارة عن قطع بالفعل، فجسيمات الثلج تتحرك، كما هو موضح من قبل مهندس البرمجيات الرئيسية أندرو سال. وغيرها من الأدوات المصممة لمساعدة الفنانين.

### الإلهام من إسكندنافيا
مجريات الفلم تقع في النرويج، والتأثيرات الثقافية في الفلم جاءت من الثقافة الإسكندنافية ككل وثقافة سامي سكان إسكندنافيا الأصليين. تظهر العديد من معالم النرويج في الفلم، بما فيها قلعة أكيرشوس في أوسلو، كاتدرائية اندراوس في تروندهايم وبرايغِن في برغن. تضمين الفلم أيضا العديد من العناصر الإسكندنافية الثقافية النموذجية الأخرى، مثل كنيسة ستاف، ترول، سفن الفايكنغ، خيول فجورد، الملابس، والطعام مثل لوتيفاسك. يظهر عمود أيار (مايو) أيضا في الفلم، فضلا عن ظهور صغير للرونية على قبر الملك والملكة. يحتوي الفلم أيضا العديد من العناصر المستمدة على وجه التحديد من ثقافة سامي، مثل استخدام الرنة للنقل والمعدات المستخدمة للتحكم به، أنماط الملابس (ملابس العاملين في قطع الجليد) ومقاطع من المعازف الموسيقية. الزخرفة الموجودة في أعمدة القلعة ومزلجة كريستوف هي أيضا من الأنماط المستوحاة من الحرف اليدوية للسامي. خلال العمل الميداني في النرويج، زار فريق ديزني روروسريا (Rørosrein) شركة مملوكة لعائلة من السامي في قرية بلاسيا التي تنتج لحوم الرنة وتنظم الأحداث السياحية، للإلهام. تم إستوحاء آريندل من ناريوفيورد، وهي فرع من سونفيورد أطول وادي خِلاَلي في النرويج، المُدرج في قائمة اليونسكو مواقع التراث العالمي.
قدمت رحلة صناع الفلم إلى النرويج المعارف الأساسية للرسامين من أجل التوصل إلى جمالية التصميم للفلم من حيث اللون، والضوء، والشعور العام. وفقا لجايمو، كان هناك ثلاثة عوامل هامة اكتسبت من هذه الرحلة البحثية: الخِلاَل، وهي التكوينات الصخرية الضخمة العمودية، وستكون بمثابة الإعدادات للمملكة المنعزلة آريندل؛ كنيسة ستاف من العصور الوسطى،

### موسيقى
تم كتابة أغاني ملكة الثلج وتلحينها من قبل فريق تآليف الأغاني المتزوجين روبرت لوبيز وكريستين اندرسون لوبيز، وكلاهما عملا سابقا مع استوديوهات والت ديزني للرسوم المتحركة على ويني الدبدوب. في شهر فبراير عام 2013، تم التعاقد مع كريستوف بيك تلحين الفلم، وبعد عمله الذي نال استحسانا كبيرا بابرمان، اتخذت Eatnemen Vuelie (تنم فولي) كالأغنية الافتتاحية للفلم من الموسيقار فرود فيوهايم من أصل سامي، حيث أنها تحتوي على عناصر الموسيقى السامية التقليدية.
استوحى الملحن كريس بيك أوبرا الفلم من النرويج وسامي، حيث استخدم آلات إقليمية مثل الباكهوم وهو آلة موسيقية نرويجية، وتقنيات صوتية تقليدية مثل الكولنينغ التي تعتبر نوع موسيقي إسكندنافي محلي. عمل بيك مع لوبيز وأندرسون لوبيز على إدماج أغانيهم، هدف الثلاثي كان «إنشاء رحلة موسيقية متماسكة من البداية إلى النهاية».

## الإفراج
أفرج عن ملكة الثلج سينيمائيا في الولايات المتحدة يوم 27 نوفمبر 2013، برفقة فلم ميكي ماوس القصير الجديد يكفيك حصان!. كان العرض الأول للفلم في مسرح الكابيتان بهوليوود، كاليفورنيا يوم 19 نوفمبر 2013، حيث كان العرض محدود لمدة خمسة أيام.
تم الإفراج عن ملكة الثلج في العالم العربي يوم 19 ديسمبر 2013، قدم الفلم في مهرجان دبي السينمائي الدولي العاشر بتقنية ثلاثي الأبعاد يوم 7 ديسمبر 2013.

### الإصدار المنزلي
صدر ملكة الثلج كتوزيع رقمي يوم 25 فبراير 2014 على جوجل بلاي، آي تيونز وأمازون. وصدر أيضا من قبل أستوديوهات والت ديزني للترفيه المنزلي على قرص بلو راي ودي في دي يوم 18 مارس 2014. المميزات الإضافية لإصدار البلو راي تمثل كواليس صنع الفلم، تشمل على نظرة على الكواليس عن كيفية محاولة ديزني تكييف حكاية خرافية أصلية لتكون فلم رسوم المتحركة، أيضا نظرة على أربع مشاهد تم حذفها من قبل المخرجين، الفلم القصير يكفيك حصان!، إعلان الفلم، والأغنية المصورة «ليت إت غو» الخاصة بديمي لوفاتو
صدر الفلم في العالم العربي يوم 16 أبريل 2014 على دي في دي وبلوراي وبلوراي ثلاثي الابعاد باللغة العربية، وصدر على الآي تيونز يوم 31 مارس 2014.

## الاستقبال النقدي
الفلم حاصل على نسبة 84% على موقع الطماطم الفاسدة بناءً 44 مراجعة. كان الإجماع النقدي للموقع: «مصمم بجمالية ومكتوب بذكاء ومخزن بالأغاني، فلم «ملكة الثلج» هو إضافة مستحقة إلى ترسانة ديزني.» على ميتاكريتيك حاصل على متوسط تقييم 75% بناءً على 37 مراجعة.

## الجوائز
| الجوائز                             | الجوائز         | الجوائز              | الجوائز                                                                   | الجوائز         |
| الجائزة                             | تاريخ الحفل     | الفئة                | المستلمين والمرشحين                                                       | النتيجة الحاصلة |
| ----------------------------------- | --------------- | -------------------- | ------------------------------------------------------------------------- | --------------- |
| جائزة الأوسكار                      | 2 مارس، 2014    | أفضل فلم رسوم متحركة |                                                                           | فوز             |
| جائزة الأوسكار                      | 2 مارس، 2014    | أفضل أغنية أصلية     | "Let It Go" (أطلقي سرك) تلحين: روبرت لوبيز، كلمات: كريستين أندرسون لوبيز. | فوز             |
| جائزة الغولدن غلوب                  | 12 يناير، 2014  | أفضل فلم رسوم متحركة |                                                                           | فوز             |
| جائزة الغولدن غلوب                  | 12 يناير، 2014  | أفضل أغنية أصلية     | "Let It Go" (أطلقي سرك) تلحين: روبرت لوبيز، كلمات: كريستين أندرسون لوبيز. | فوز             |
| جوائز الأكاديمية البريطانية للأفلام | 16 فبراير، 2014 | أفضل فلم رسوم متحركة | كريس باك، جنيفر لي                                                        | فوز             |

## وصلات خارجية
- الموقع الرسمي
- ملكة الثلج على موقع IMDb (الإنجليزية)
- ملكة الثلج على موقع ميتاكريتيك (الإنجليزية)
- ملكة الثلج على موقع روتن توميتوز (الإنجليزية)
- ملكة الثلج على موقع نتفليكس (الإنجليزية)
- ملكة الثلج على موقع قاعدة بيانات الأفلام العربية
- ملكة الثلج على موقع ألو سيني (الفرنسية)
- ملكة الثلج على موقع Turner Classic Movies (الإنجليزية)
- ملكة الثلج على موقع أول موفي (الإنجليزية)
- ملكة الثلج على موقع بوكس أوفيس موجو (الإنجليزية)
- ملكة الثلج على موقع فيلمافينيتي (الإسبانية)